# Dépendance au pétrole
 (octobre 2021).
Motif : Les informations datent et sont parfois mal organisées

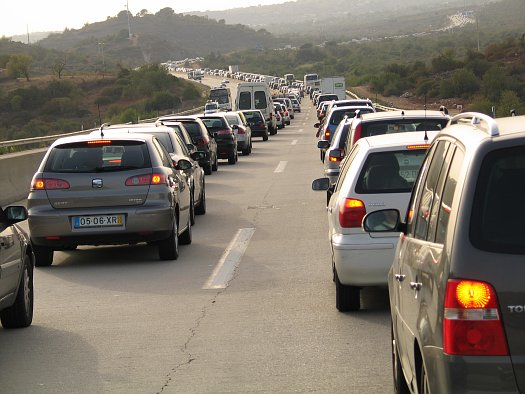
La civilisation de l'automobile repose sur un pétrole abondant et bon marché.

La dépendance au pétrole est une composante importante du problème énergétique actuel qui vise à résoudre la transition énergétique et la sortie des énergies fossiles. Elle concerne essentiellement les pays développés et en développement. Certains secteurs sont particulièrement dépendants au pétrole, comme les transports, l'habitat, l'industrie et l'agriculture. Seulement 3 % de la production électrique est quant à elle issue du pétrole

## Contexte

### Civilisation du pétrole
L'efficacité énergétique permise par les combustibles fossiles et leur abondance ont apporté d'énormes gains de productivité et largement amélioré les conditions de vie sur toute la planète, au point qu'il est aujourd'hui impossible de s'en passer sans changer radicalement notre mode de vie. Parallèlement, leur utilisation contribue grandement au changement climatique. Jean-Marc Jancovici compare ainsi cette dépendance à une addiction. Parmi ces énergies, au niveau mondial et en 2004, le pétrole représentait  34 % de la consommation, le charbon 24 %, le gaz 21 % et les énergies renouvelables 20 %.
Devenu indispensable à la vie quotidienne, le pétrole a des effets sociaux importants. On a vu des émeutes parfois violentes dans certains pays à la suite de hausses de prix. En 2006, certains syndicats français demandent l’instauration d’un « chèque transport » pour aider les salariés qui se déplacent beaucoup à faire face à la hausse du prix des carburants.
Dans les pays développés, une hausse du prix du pétrole se traduit par un accroissement du budget consacré à la voiture, mais dans les pays les plus pauvres, elle signifie moins d’éclairage et moins d’aliments chauds, car le pétrole est souvent la seule source d’énergie domestique disponible.
L'augmentation du coût du pétrole sur le long terme, la contrainte sur la balance des paiements, les difficultés géopolitiques que pose son approvisionnement, ainsi que sa raréfaction dans le futur ont conduit un certain nombre de pays consommateurs à étudier et mettre en place une politique de diminution de cette dépendance depuis les chocs pétroliers des années 1970. Les effets négatifs du pétrole sur l’environnement s'ajoutent aujourd'hui aux inconvénients pour accélérer la mise en place de cette politique.
En France, depuis 1990, la consommation de pétrole a baissé de 17 %. La consommation d'énergie primaire s'élève en 2018 à 249 Mtep et le pétrole représente 29 % du total. La programmation pluriannuelle de l'énergie adoptée en 2016 fixe pour objectif une baisse de 23,4 % de la consommation primaire de pétrole en 2023 par rapport à 2012.

### Dépendance en fonction des biens produits

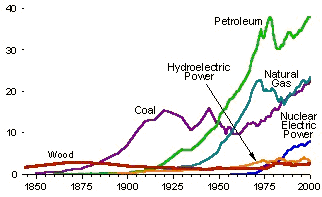
Répartition de la consommation énergétique des États-Unis de 1850 à 2000.

En plus de l'utilisation du pétrole comme énergie de base dans toutes les industries mécanisées, ses dérivés chimiques servent à la fabrication de toutes sortes de produits dits synthétiques comme les matières plastiques ou les produits chimique. Ce faisant, le pétrole est devenu indispensable et par conséquent très sensible stratégiquement.
| Bien produit                                       | Quantité de pétrole utilisé ou équivalent | Détail | Source |
| -------------------------------------------------- | ----------------------------------------- | --- | ------ |
| Nourriture consommée par une personne en une année | 1 500 litres                              | Engrais, machines agricoles, irrigation, pesticides, transport... (chiffre de source américaine.)                                     | [ 6 ]  |
| Voiture                                            | 6 700 litres                              | Chiffre de source américaine. La construction de voitures en France consomme surtout de l'électricité nucléaire, du charbon et du gaz | [ 7 ]  |
| Micro-ordinateur                                   | Dix fois son poids                        | Chiffre de source américaine. | [ 8 ]  |
| Micro-processeur                                   | 1,5 kg                                    | Chiffre de source américaine. | [ 9 ]  |

### Dépendance en fonction de l'organisation urbaine
Le pétrole a permis aux villes de s'étendre grâce à l'arrivée des voitures. Une étude a montré que les villes américaines, beaucoup moins denses que les villes européennes, sont énergétiquement moins efficaces. Ainsi les principales villes américaines (New York, Chicago, Washington, San Francisco, Los Angeles, Denver, Détroit, Phoenix, Houston) ont une consommation d'essence comprise entre 40 000 et 75 000 MJ/hab, alors que les principales villes européennes (Copenhague, Hambourg, Paris, Amsterdam, Stockholm, Francfort, Zurich, Londres, Munich, Berlin Ouest, Bruxelles, Vienne) ont une consommation de 8 000 à 15 000 MJ/hab.

## Historique

### Premier choc pétrolier (1973)
Pendant les années 1960, la demande pétrolière croît de plus de 7 % par an. Les principaux pays producteurs sont conduits en 1960 à former le cartel de l’OPEP, regroupant essentiellement des pays du Moyen-Orient. Le 6 octobre 1973, les pays arabes producteurs de pétrole s’accorder à utiliser le pétrole comme arme politique. Afin de punir le soutien apporté par les Occidentaux, et en particulier par les États-Unis, à l’État d’Israël. Les pays arabes membres de l’OPEP décident d’augmenter unilatéralement le prix du pétrole de 70 % et de frapper d’embargo leurs exportations de pétrole à destination de l’Europe, surtout des Pays-Bas, et des États-Unis. Ils décident également de procéder à une augmentation des redevances versées par les compagnies pétrolières occidentales et de diminuer de 5 % leur production par rapport au niveau de septembre 1973, puis de la réduire de 5 % supplémentaires chaque mois jusqu’au moment où les pays occidentaux cesseront de soutenir Israël. Le choc pétrolier survenu en 1973 a, en effet, entraîné une aggravation des phénomènes existants : ralentissement des rythmes de croissance de la production industrielle, et en particulier de l’industrie manufacturière, accélération de la hausse du chômage, inflation galopante, forte augmentation des déficits budgétaires dans la plupart des pays. Pour l’ensemble des pays développés occidentaux, le déficit passe de 1,5 % du PIB pour la période allant de 1972 à 1974 à 4,6 % en 1975. La réponse au premier choc pétrolier a été immédiate en termes de diversification d’approvisionnement, à la fois vers les autres énergies fossiles classiques et par le lancement de centrales nucléaires en Europe et au Japon pour accroître l’indépendance énergétique. La France a développé le chauffage électrique pour substituer le fioul devenu trop cher. Également, le tramway a fait son retour dans les villes pour diminuer la dépendance des transports en commun au pétrole. Enfin, le TGV aurait pu fonctionner au gaz (turbotrain) mais après le choc pétrolier le choix de l'électricité a été fait.

### Deuxième choc pétrolier (1979)
Le second choc pétrolier (1979-1980), initié par la révolution iranienne de 1979 et le déclenchement de la guerre Iran-Irak, revêt également un caractère géopolitique. Il se caractérise par un nouveau triplement du prix du pétrole en l’espace de quelques mois. L’augmentation du coût du pétrole cause le même effet de ralentissement économique que celui observé lors du choc de 1973.

### Troisième choc pétrolier (2008)
Les années 2000, en revanche, ont vu le prix du baril croître de façon progressive, avant de s’emballer en 2008. Parti de 12 dollars par baril en 1998, l’Arabian light atteignait 50 dollars en 2005 et 150 dollars au pic de juillet 2008. Même si la hausse du prix fut progressive et étalée sur plusieurs années, contrairement aux chocs pétroliers de 1973 et 1979, le choc de 2008 est fréquemment comparé à ces deux derniers. Mais à la différence des deux précédents chocs pétroliers, où les pays de l’OPEP organisaient une pénurie en limitant leur production, et donc l’offre, le choc pétrolier de la décennie 2000 est un choc de demande.

### Crise énergétique de 2021-2022
Dans le cadre de l'invasion de l'Ukraine par la Russie en 2022, la question de la dépendance au pétrole russe pose question au sein de l'Union européenne, qui importe plus d'un quart du volume de pétrole (25,4 %) de la Russie. Certains pays comme la Finlande, la Slovaquie, la Hongrie et la Bulgarie, reçoivent de Russie plus de 75 % de leurs importations extra-européennes.

## Réduction de la dépendance

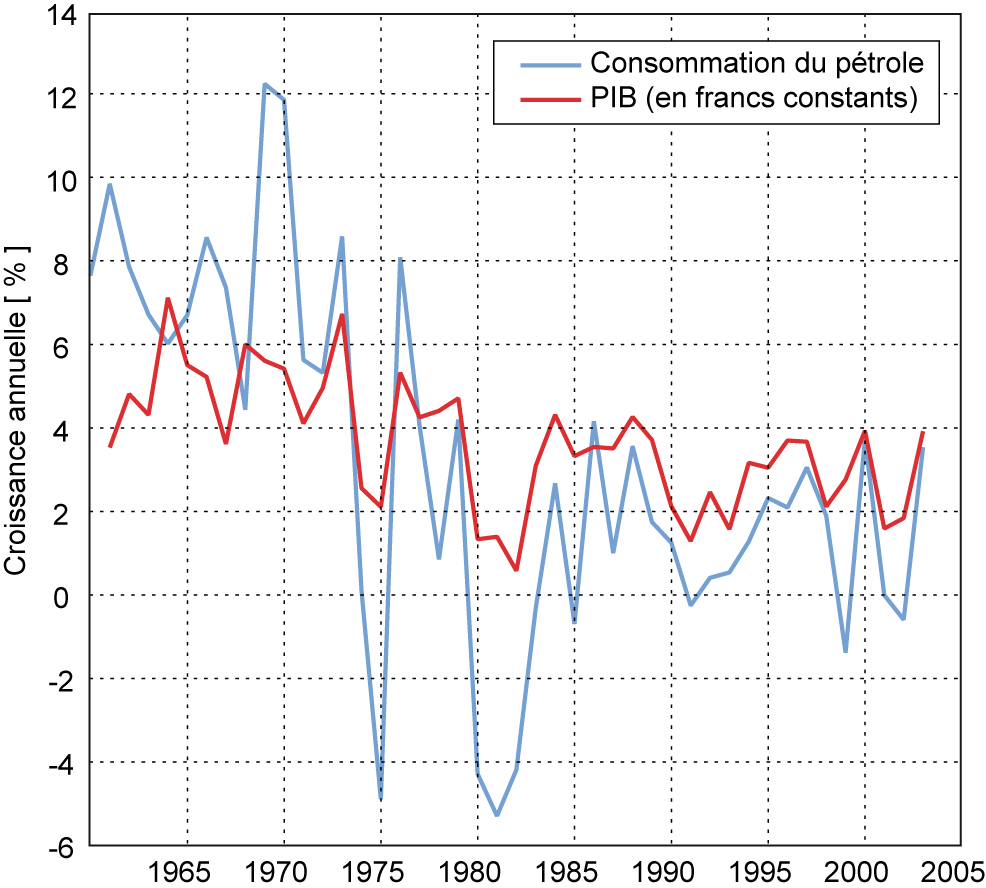
Consommation globale du pétrole et croissance économique sont étroitement liées.

En 2005, le pétrole représentait 36 % des ressources énergétiques consommées annuellement sur la planète. Le pétrole connaît de nombreuses utilisations selon la qualité pour laquelle on l'emploie :
- potentiel énergétique : il s'agit des transports, du secteur résidentiel-tertiaire et de l'industrie, sous forme de chauffage ou d'électricité ;
- matériau de base : pour la pétrochimie, la plasturgie, l'industrie pharmaceutique, les cosmétiques, l'industrie agro-alimentaire.

Le pic pétrolier bouleverse la donne. Les impératifs nationaux liés à toute indépendance énergétique sont à réviser.
Les différentes pistes pour réduire la dépendance au pétrole sont :
- la réduction des dépenses énergétiques ;
- le développement de l'écomobilité : des modes de transports peu ou pas dépendant du pétrole (ferroutage, train, tramway, métro, trolleybus, bus à haut niveau de service, vélo, vélo à assistance électrique...) ;
- l'emploi d'autres sources d'énergie, telles que les énergies renouvelables, le charbon ou l’énergie nucléaire.

Certaines industries génèrent des coproduits qui sont des sources d’énergie potentielles et ne sont pas toujours utilisées de façon optimale. À titre d’exemple, l’industrie du papier pourrait devenir autonome en énergie en valorisant plus efficacement les écorces et la liqueur noire ou des stations de retraitement des eaux usées qui peuvent s’auto-alimenter au moins partiellement grâce à la production de biogaz. 

### Énergies de substitution
En ce qui concerne l'utilisation du pétrole comme source d'énergie, diverses solutions sont envisagées.

#### Énergies fossiles (autres que le pétrole)

##### Gaz naturel
En 2019, le prix du gaz naturel est de moins de 20 € par mégawatt-heure. Émettant 230 grammes de CO2 par kilowattheure produit, le gaz naturel est moins émetteur de CO2 que le charbon (380 gCO2/kWh) ou le fioul (325 gCO2/kWh) et sa combustion n’émet quasiment pas de particules fines.
Toutefois, même s’il est moins riche en carbone que le pétrole ou le charbon, le gaz naturel (ou gaz fossile) engendre des quantités significatives de dioxyde de carbone (CO2) lors de son utilisation. À énergie dégagée équivalente, utiliser du gaz permet une baisse de « seulement » 25 % des émissions par rapport au pétrole.
De plus, l'extraction, le transport et la distribution de gaz naturel causent des fuites de méthane, au pouvoir d’effet de serre 28 à 36 fois plus important que celui du dioxyde de carbone sur une période de 100 ans. Ces fuites correspondraient à plus de 4 % des volumes transportés et représentent environ 5 % des émissions mondiales de gaz à effet de serre.
Il suffit que le taux de fuite du puits à l’utilisation finale soit de 4 % (taux qui est bien supérieur au taux réel pour l’essentiel des réseaux, mais qui peut correspondre à certaines installations russes) pour que l’utilisation du gaz soit équivalente à celle du charbon en matière d’émissions de gaz à effet de serre,.
En ce qui concerne l'indépendance énergétique, la substitution du pétrole (et du charbon) par le gaz naturel a conduit l'Union européenne dans une nouvelle dépendance à cette nouvelle énergie. Au premier semestre de 2021, 48,4 % du gaz consommé en Europe provient de Russie. La Russie s'est servie de cette dépendance européenne au gaz russe comme arme politique en réponse aux sanctions de l'UE contre la Russie après l'invasion de l'Ukraine, en modifiant unilatéralement les contacts d'achat de gaz, et a confirmé le 31 mars 2022 qu’elle exigerait à partir du 1er avril 2022 le paiement du gaz russe en roubles, prévoyant la suspension des contrats en cours si les pays concernés n’obtempèrent pas. La Russie a ainsi coupé l'apport en gaz à la Pologne et à la Bulgarie en avril 2022.

##### Charbon
Le charbon présente des réserves très supérieures aux réserves pétrolières ; les chaudières à charbon ont beaucoup évolué depuis deux siècles (cycle combiné à gazéification intégrée) mais la combustion du charbon reste très polluante. La captation et la séquestration du carbone pourrait permettre de capter les émissions de CO2 à la source mais cette technologie n'est encore qu'a ses débuts. Le charbon est l'énergie fossile qui produit le plus de gaz à effet de serre, environ 50 % de plus que le gaz naturel.
La fabrication de carburants de synthèse à partir du charbon est possible pour environ 35 $ le baril. Historiquement, le pétrole a d'abord été fabriqué à partir du charbon (XIXe siècle). L'Allemagne nazie l'a utilisé à grande échelle (disposant de bien plus de charbon que de pétrole) ainsi que l'Afrique du Sud lorsqu'elle était sous embargo international. De plus, le charbon est bien mieux réparti sur la planète. La construction d'usines de liquéfaction et de nouveaux oléoducs permettrait de remplacer tout le pétrole par du charbon et cela prendrait environ 20 ans ; cependant, cette alternative aggraverait le problème du changement climatique.
Il est possible de produire du kérosène à partir de charbon mais le procédé n'est pas intéressant, ni par son coût environnemental, ni par son bilan énergétique[réf. nécessaire].
L’industrie chimique est à même, depuis la Seconde Guerre mondiale, de reproduire l’ensemble des produits chimiques issus du pétrole par le procédé Fischer-Tropsch. L’Afrique du Sud produit plus de 160 kbbl/j de pétrole à base de charbon. Une solution, coûteuse mais efficace, serait de coupler à ces procédés la séquestration du CO2.

#### Énergie nucléaire
L'énergie nucléaire est une énergie non renouvelable, mais les ressources en uranium sont très importantes. À la différence des énergies renouvelables, également productrices d'électricité bas carbone, l'énergie nucléaire n'est pas intermittente : sa production ne dépend pas de la météo. Elle fournit près de 70 % de l'électricité en France et 12 % dans le monde. Cette source d'énergie est critiquée depuis les accidents de Three Mile Island, de Tchernobyl et de Fukushima ; la confiance des Français dans l'énergie nucléaire a fortement diminué après l'accident de Fukushima, mais tend à remonter depuis 2019. Selon la revue Scientific American, une centrale à charbon typique émet plus de 100 fois plus de radiations par an, sous forme de cendres volantes, qu'une centrale nucléaire de taille comparable Dans la lutte contre le réchauffement climatique, le nucléaire pourrait trouver une place plus importante, notamment grâce au développement de petits réacteurs modulaire et des réacteurs de génération IV. 
La Chine mise particulièrement sur l'énergie nucléaire pour réduire sa dépendance aux combustibles fossiles, prévoyant d'ici à 2035 d'avoir 200 GW de nucléaire installé et évitant ainsi l'émission de 1,5 milliard de tonnes de CO2, soit davantage que ce que produisent chaque année les activités de la France, de l'Allemagne, du Royaume-Uni et de l'Espagne réunis (soit plus de 250 millions d'Européens). Elle prévoit aussi de construire 30 réacteurs dans les pays que parcourt sa « nouvelle route de la soie ». 
Il est envisagé d'utiliser le thorium comme combustible dans de futurs réacteurs, mais la technologie n'est pas encore au point aujourd'hui, malgré des recherches sur le sujet. Il en va de même pour la fusion nucléaire.

#### Énergies renouvelables

##### Énergie éolienne
Historiquement utilisé dans les moulins à vent, l'énergie éolienne se développe maintenant pour la production d'électricité. Cette énergie déjà ancienne a fait l'objet de beaucoup de développements récents ; en Europe, le Danemark, l'Allemagne, le Royaume-Uni et l'Espagne investissent rapidement dans cette source renouvelable. Depuis les années 2000, l’État français soutient le développement de l’énergie éolienne. La France commence à rattraper son retard, et a passé en 2011 la barre de 6,7 GW installés. En 2017, la capacité installée pour les pays européens était de 108 GW installés en l’Allemagne qui possède le parc le plus important devant l’Italie (60,8 GW) et l’Espagne (51,9 GW). Le parc français est le quatrième plus important d’Europe avec 13,6 GW de capacités installées. En 2018, la Chine est le premier producteur d’électricité à partir de l’éolien avec 365,8 TWh (plus de 28 % de la production mondiale), les États-Unis occupent la deuxième place (303,4 TWh soit 24 %) et l’Allemagne, la troisième place (126 TWh soit 9 %). L'énergie éolienne produit 4,8 % de l'électricité sur la planète.

##### Énergie solaire

###### Énergie solaire photovoltaïque
Fin 2019, la capacité d’énergie solaire photovoltaïque dans le monde a dépassé 630 GW. En France, en juin 2020, la capacité installée est de 10,3 GW ce qui permet une production de 3 % environ de l'électricité nationale.

###### Énergie solaire thermique
L'énergie solaire thermique est très facile à mettre en œuvre, mais encore peu répandue.

##### Biomasse

###### Bois
Sous diverses formes (granulés, sciure ou copeaux, bûches), le bois n'est renouvelable et neutre en CO2 que si son exploitation est organisée, la quantité de bois utilisée étant compensée par la même quantité produite. Si le bois vient d'une déforestation définitive, son utilisation dégage du CO2 dans l'atmosphère ; il y a donc peu de différences avec un combustible fossile. L'utilisation abusive du bois comme source d'énergie présente des désavantages tels que dérèglement du climat local, appauvrissement des sols, pollution par dioxyde de soufre et NOx. Dans le nord-est de l’Angleterre, la centrale de Drax brûle 7,5 millions de tonnes de ce combustible pour fournir 5 % de l’électricité consommée par les Britanniques. La centrale était précédemment alimentée en charbon, mais dorénavant elle l'est avec du bois importé depuis les États-Unis. 

###### Biogaz
Le biogaz peut être produit par fermentation de matière organique, notamment de déchets organiques (boues de stations d'épuration, déchets d'ordures ménagères, effluents d'élevage…). L'intérêt de cette source d'énergie contre l'effet de serre est très important : non seulement on économise des ressources fossiles, mais surtout on brûle le méthane qui sinon serait émis dans l'atmosphère, le méthane ayant un effet de serre 21 fois plus élevé que le CO2. En France, la première unité a été installée en 2011 et, en mai 2021, 242 unités produisent du biogaz. Une étude de 2017 a estimé le contenu carbone du biogaz à 23,4 g d'équivalent CO2 par kilowattheure soit environ dix fois moins que le gaz naturel fossile. À l'horizon 2023, 12 TWh de biogaz devraient être injectés sur le réseau. Les Britanniques visent 30 % de gaz vert dans la consommation en 2030, les Français 100 % d’ici à 2050. 

###### Biocarburant
Les agrocarburants de deuxième génération sont en 2009 la seule source (partiellement) renouvelable de carburants liquides. Ils posent des problèmes sociaux et environnementaux en entrant en compétition avec l’agriculture pour l’alimentation et avec les milieux naturels pour l’occupation des sols. Le rendement énergétique des agrocarburants de première génération a été mis en cause. De petites quantités d'agrocarburants peuvent être produites à partir de déchets de l’industrie agroalimentaire, dans ce cas le bilan est bien meilleur. La production de biodiesel à partir d’algues attire un intérêt croissant : elle ne réclame ni eau douce, ni terres cultivables, offre un rendement à l’hectare bien supérieur et permet de recycler du CO2 industriel ; la technique n'est pas encore au point.

##### Géothermie
La  géothermie exploite la chaleur du sol, dont la température augmente avec la profondeur. Certains sites présentent un profil de température plus avantageux, avec une température plus élevée à proximité de la surface, rendant la géothermie financièrement réalisable. L’Islande est le pays le plus prometteur. En France, ces sites ont fait l'objet d'un recensement. En 2018, la production mondiale d’électricité à partir de la géothermie a représenté 88,9 TWh sur les 26 730 TWh d'électricité consommé au total. En France, seule la centrale de Bouillante en Guadeloupe produit de l'électricité géothermique de façon industrielle. D’une puissance de 15,5 MWe répartie sur deux unités, elle a produit 110 GWh en 2019, soit 6 % de la production d’électricité sur l’île. Initié en 2000, le programme de Soultz-sous-Forêts (Alsace) a pour but de perfectionner la technique géothermique par extraction de la chaleur des roches. En 2016, le centre laboratoire est devenu site industriel de production d’électricité. D'une puissance de 1,7 MW, le site est en mesure de produire 12 GWh par an, soit l'équivalent de la consommation électrique de 2 500 logements.
C'est actuellement le pétrole qui constitue l'énergie de référence, sur laquelle le prix des autres énergies est indexé. À l'avenir, on peut anticiper que le pétrole perdra cette place quand son prix aura dépassé un seuil, alors le prix des autres énergies et notamment ceux du charbon et du gaz naturel suivront leur dynamique propre, avec des hausses plus faibles compte tenu de leurs disponibilités plus grandes.

### Transports
Le pétrole constitue 98 % de l’énergie utilisée pour le transport mondial. Ce chiffre tombe à 96 % en Europe, où les biocarburants représentent seulement 1,5 % et le gaz naturel à peine plus de 1 %. En ce qui concerne les transports aérien et maritime, ils dépendent respectivement du pétrole à hauteur de 99,9 % et 100 %. Le transport maritime, aérien, fluvial et routier utilise presque toujours des moteurs thermiques (moteur à explosion, turboréacteur, turbopropulseur) brûlant des hydrocarbures ou du gaz GPL. Le transport ferroviaire, fréquemment électrifié, dépend moins du pétrole.  

#### Transport maritime
Les transports maritime et fluvial semblent a priori être moins pénalisés par une hausse des prix du carburant, car l'efficacité énergétique (rapport traînée sur poids en charge) des grands navires est très supérieure à celle des autres modes de transport.

#### Transport terrestre
Les transports terrestres peuvent se tourner vers des modes de déplacements demandant moins d'énergie : transports en commun, et écomobilité, comme le font les villes en transition (exemple Curitiba ou Bogota). Les principaux freins au développement des véhicules électrique sur batterie vient du prix des véhicules, du manque de borne de recharge et de l'autonomie. Le vélo à assistance électrique peut constituer dans certains cas un moyen de substitution à la voiture particulière. Le marché de l'automobile ne semble pas encore trop affecté par le prix du pétrole, il continue en 2008 à se développer, y compris dans les pays émergents. Une étude récente estime que le risque de récession n'apparaîtrait qu'avec un baril dépassant les 180 dollars en 2012, sauf en Chine où les ventes n'augmenteraient que de 30 % au lieu de 61 % (avec un baril respectivement à 150 et 180 dollars). Dans ce cas les grosses cylindrées seraient plus défavorisées. Le transport de marchandise cherche aussi sa dépendance vis-à-vis du pétrole, la Suisse a développé le ferroutage. Les transports en commun, en particulier les transports en commun en site propre, dont les bus à haut niveau de service permet de limiter la consommation énergétique. L'Union européenne a décidé le 14 juillet 2021 d'interdire la vente de voiture à moteur thermique pour 2035.

#### Transport aérien
L'avion est dépendant du kérosène. Des alternatives sont actuellement en cours de recherche sur l'avion à hydrogène ou électrique. Airbus prévoit la commercialisation pour 2035 d'un avion fonctionnant uniquement à l'hydrogène. Le pétrole Fischer-Tropsh produit à partir de charbon, qui fournit le tiers de la consommation de l'Afrique du Sud pourrait constituer une alternative mais la production est polluante et émettrice de beaucoup de CO2. L'armée de l'air américaine a procédé en 2006 à des essais en vol concluants avec un combustible produit de cette façon et plusieurs pays s'intéressent actuellement à cette technologie, dont la Chine et les États-Unis, qui disposent respectivement des troisième et première réserves de charbon.

### Résidentiel-tertiaire
Pour le chauffage, les alternatives les plus courantes sont, dans les pays chauds, le chauffe-eau solaire ; dans les pays riches, le gaz naturel et l’électricité. Il existe également des solutions basées sur la géothermie, les pompes à chaleur ou sur l’amélioration de l’isolation permettent un gain de rendement important. L'installation et le remplacement d'une chaudière au fioul sera interdite à partir de mi-2022 aussi bien dans les logements neufs qu'anciens. Également, depuis l'été 2021, l'installation d'une chaudière au gaz est interdite pour les logements individuels neufs et la mesure s'appliquera aussi aux logements collectifs à partir de 2024. Les pompes à chaleur ou le poële à granulé à bois seront privilégiés.

### Agriculture
L'agriculture occidentale est une activité fortement mécanisée, dépendante des carburants. Cela reste vrai dans des schémas non productivistes (même s'ils sont moitié moins dépendants du pétrole, selon l'universitaire Martin Entz). L'agriculture intensive repose sur l'utilisation d'intrants (engrais chimiques, pesticides) élaborés à partir de l'énergie pétrolière ou issus de l'industrie pétrochimique. L'agriculture consomme aussi de grandes quantités de matières plastiques (serres, mulch, emballages, outils…).
Par la combinaison de l'augmentation du prix des engrais et de celui des carburants, deux clefs de la révolution verte sont sérieusement remises en question. En effet, le pétrole pourrait théoriquement être remplacé par des biocarburants (carburants issus de l'agriculture) ou par des huiles végétales. Mais le bilan énergétique de production de ces carburants « verts » est cependant pour le moment trop faible. De plus, les techniques de synthèse en chimie organique pour l'élaboration par exemple de molécules pesticides devraient être revues en l'absence de pétrole.
La mutation du modèle agricole actuel vers un système « sans pétrole » sera laborieuse. Les pertes temporaires de productivité qui pourraient en découler pourraient engendrer des situations de crise alimentaire dans le pire des cas ou, du moins, une remise en question du mode de consommation alimentaire actuel. Sans remise en cause de l'évolution du régime alimentaire (consommation alimentaire de la Chine de plus en plus carnée), il semble peu probable que l'agriculture puisse suivre indéfiniment l'augmentation de la population mondiale dans le modèle productiviste, même sans pic pétrolier (problèmes écologiques, économiques, de santé publique et sociétaux avec par exemple la dégradation de la qualité des eaux et des sols).
Des tracteurs à hydrogène et des tracteurs électriques sont en développement.

### Industrie

#### Plasturgie
Aujourd'hui, une grande part des matériaux d'emballage et de fabrication des produits industriels utilisent du plastique, c'est-à-dire du pétrole transformé. Mais seulement 4 % du pétrole mondial devient matière plastique. Les emballages unitaires (flacons, pots, tubes…) sont apparus vers les années 1980. La plupart des aliments (vin, moutarde, pâtes, bonbons…) se vendaient en vrac avant les années 1950. De même, les fibres synthétiques et la suprématie du tout-jetable sont un phénomène relativement récent.
Il est désormais possible de produire certaines matières plastiques en utilisant des végétaux ou des bactéries ; mais pas dans la gamme de diversité obtenue par la pétrochimie traditionnelle. Ces produits ne sont pas encore non plus finalisés pour une utilisation industrielle : 
- les surfaces de production agricole ne peuvent pas être immédiatement concédées à ces cultures industrielles (si elles le sont, ce sera sans doute au détriment d'autres cultures, les jachères ne suffisant pas) ;
- la filière industrielle reste à créer.

Enfin, compte tenu de l'impossibilité de consacrer une trop grande partie des terres agricoles à des productions non nutritives, la voie du recyclage des matériaux doit être privilégiée[réf. souhaitée]. La diminution des besoins et le retour à des consommations plus responsables peut aussi être souhaité.

#### Pétrochimie
Le terme de pétrochimie désigne un ensemble de procédés techniques qui transforment le pétrole et le gaz naturel afin de fabriquer des produits chimiques. Les produits dérivés du pétrole sont variés : matières plastiques, textiles artificiels (par exemple le nylon), détergents ou encore les produits pharmaceutiques. Selon le ministère chargé de l'environnement, l'industrie pétrochimique consomme 11 à 12 % de l'ensemble des produits pétroliers en 2018.

#### Industrie pharmaceutique
Certains principes actifs parmi les plus utilisés sont issus du pétrole, c'est le cas du paracétamol et de l'aspirine. Le parabène est lui aussi un dérivé du pétrole et est utilisé comme conservateur dans plus de 400 produits (biafine, hélicidine...)[source insuffisante].